# 渡辺和昭のしゃべってしゃべって60分
『渡辺和昭のしゃべってしゃべって60分』（わたなべかずあきのしゃべってしゃべってろくじゅっぷん）とは、ラジオNIKKEIが2002年9月23日に開始したラジオ番組である。
不定期放送（おもに月 - 金曜の祝日や、年末年始の東京株式市場休場中、および中央競馬非開催の土・日曜に特別番組として随時放送）であるものの、放送開始より13年を経過、2009年1月1日には50回目に到達した。
なお、パーソナリティの渡辺は2017年6月をもってラジオNIKKEIのアナウンス職から離れ、2019年6月をもって日経ラジオ社を定年退職したため、2018年1月の放送をもって放送が中断されているが、ラジオNIKKEI側では番組終了についてのアナウンスはされておらず、番組のホームページやTwitterについてはそのまま残されている。

## 概要
ラジオNIKKEIの競馬実況アナウンサーや社内外の関係者が、ハロー!プロジェクト（ハロプロ）のコンサートやイベントへの参加体験、またTV番組や写真集などの刊行物を見ての感想を熱く語るという番組。出演者らは「関係者招待での“見物”や、関係者としてハロプロメンバーに会える」という状況ではなく、ファンクラブ優先予約などを駆使して「自力でチケットを購入して参戦」するという、いわば一般のファンと同じ状況下で、客席側からコンサートやイベント、握手会に参加している。番組には聴取者のハロプロファン（放送では「ヲタ」「ヲタもだち」などと呼ばれることも多い）からの投稿を交えた“ハロプロファン同士の観戦記、反省会”といった部分が色濃く反映されている。

## 放送日
基本的に祝日編成で他の特番などが入らずに余ってしまった時間を“穴埋め”している存在のため、祝日に必ず放送があるわけではない。ラジオNIKKEIでは毎年「海の日」と「天皇誕生日」を株式特番デーとしているほか、月曜日や金曜日が祝日となった場合に中央競馬が3日連続で開催されることがあり、それに伴って実況中継が放送されるため、これらの日には当番組の放送が行われなかったこともある。
祝日に放送できなかった場合や、放送があったものの時間内に読みきれなかった投稿が多くあった場合、ラジオ放送とは別内容で“延長戦”や“番外編”などと称して、インターネット限定で“公開”されている回もある。

## 放送時間
番組タイトルに「…60分」とあるが、これは番組開始当初が60分番組だったためで、毎回放送時間は異なる。番組史上最長は、2010年11月30日放送での150分である。番組開始時刻も毎回異なる。

## 番組ホームページ
番組ホームページはブログ形式となっておりコメント投稿を受け付けている。エイプリルフールである4月1日には、恒例行事として手の込んだいたずらが披露される。過去には放送に合わせたチャット大会が告知されたこともあった。2008年4月のリニューアルの際に全データが消滅し閲覧不可能な状態に陥ったが、一部コンテンツをのぞいて復旧している。

## 出演者

### レギュラー
「渡辺部長とハロプロ部」や「しゃべって部」などと称される。渡辺以外のレギュラーは番組途中から出演したり、退席したり、あるいは欠席することがある。
渡辺和昭（ラジオNIKKEIアナウンサー）
ラジオNIKKEI社内のハロプロ汚染源で、“神様”や“国王様”とも称されている。
番組開始当初は松浦亜弥推しで一推しなのは不変だが、のちにハロプロのみならずつんく♂による別プロジェクトであるNICE GIRL プロジェクト!のグループであるTHE ポッシボー、2010年9月20日の放送以降SKE48（特にチームKII の石田安奈が推しメン）、2011年6月28日付けのブログへの書き込み以降少女時代にまで対象が広がり、中でも℃-ute（特に矢島舞美がイチ推しで、萩原舞も推しメン）・Berryz工房の熊井友理奈・真野恵里菜・アップアップガールズ（仮）メンバーの佐保明梨推しに加え、Mさんをいじりまくっている関係で公言はしていないが、スマイレージも追いかけており、さらにハロプロエッグから娘。メンバーに加入した譜久村聖もハロプロエッグ時代から推している。また、個人的に武藤彩未の動向に注目している関係で、さくら学院のCD購入にまで手を広げている。
テレビ東京のおはスタの第2部である「スーパーライブ」を観まくり（とくに久住小春が出演している火曜日と鉄拳が出演している水曜日が大好き）、それを中野以外のレギュラー出演者にも勧めている。
中野雷太（ラジオNIKKEIアナウンサー）
業務が多忙なためコンサートやイベントの参戦数は限られたものとなっているが、その分暴走し始めると“放送を飛ばす”ほどの発言を頻発する。推しは藤本美貴とモーニング娘。の高橋愛。
2007年に大阪支社へ転勤してからも電話で番組に出演。結婚と長男誕生後は活動の報告がまったくない状態となっているが、2009年3月の放送で辻希美のブログを毎日のようにチェックしていることが、2009年5月に公開された3月の放送の延長戦では藤本美貴のブログもチェックしていることが報告された。2010年2月に本社勤務に復帰したが、5月の放送以降は欠席が続いていたが2013年12月放送の別の番組で「いつまでもこんなことしてられない」という理由でこの番組を卒業したことを発言したが、2010年9月20日放送によればAKB48チームKの板野友美にはまりだしているという。
小塚歩（ラジオNIKKEIアナウンサー）
2005年5月4日初登場。2005年7月18日よりレギュラー。
ラジオNIKKEI入社初日に渡辺からヲタグッズを見せられる（初登場時に本人談）“洗礼”を受け、現在に至る。当番組出演者で唯一自由に選曲できる番組を持っていたことがあり（『競馬LIVEへGO!』）、過去には番組丸ごとハロプロだけの選曲にしてしまった実績もある。
初出演当初からモーニング娘。推し。当初は吉澤ひとみ推しで、のちに石川梨華がイチ推しになり、現在は道重さゆみにゾッコン。ハロプロ卒業メンバーでは元モーニング娘。の久住小春と元℃-uteの梅田えりかも推しメンで、とくに梅田については、℃-uteとハロプロから卒業しても応援していくと放送で公言している。
2010年2月1日付で大阪支社に異動してからも引き続き参加し、その後本社に復帰。
Kさん
ラジオNIKKEIの営業担当。毎年夏には、同局主催の全国縦断イベント「常田富士男 民話の世界」に帯同。2005年から同イベントのMC兼歌唱に、元太陽とシスコムーンの小湊美和を起用するなど（Kさんの意向だったのかは番組で語られたことはない）、やり手の面も見せる。
番組では、暴走しがちなアナウンサーを取り仕切って、細かい点をフォローするなどの営業マンらしい配慮が随所に見られる。病欠、業務都合などで欠席回数が一番多い。
推しは藤本美貴・モーニング娘。（特に高橋愛が推しメン）・久住小春で、元娘。メンバーのジュンジュンとリンリンも娘。所属時には推しメンだった。基本はモーニング娘。のコンサートにのみ参戦しているが、他のレギュラーメンバーといろいろなハロプロイベントに参戦することも多い。また、2010年9月20日放送分では、℃-uteの矢島舞美と鈴木愛理（特に鈴木愛理に興味があるとのこと）の写真まで買ってしまったと発言したり、2011年2月11日の放送分以降では、9期メンバーでは鈴木香音がいいと発言するなど、モーニング娘。本体以外にも推しメンの範囲が拡大している模様。
Mさん
2005年10月10日初登場。
百貨店勤務から同局へ転職。編成担当から、2006年4月に制作担当に異動し、現在はマーケット番組を担当している。大学時代に落語研究会に所属していた経験と病気の友人を励ましたことがきっかけで、アマチュア落語家「参遊亭駒蔵」（会によっては大学の落研時代の「16代目三崎亭百笑」）として高座にあがる機会があり、2009年9月21日の放送ではその模様が紹介された。後述の番組「ぶるべ店歌好 平成安愚楽鍋」では「番頭の駒蔵」として出演。
当番組では、渡辺や寄せられた投稿に対しての的確かつ鋭い突っ込みを聞かせるが、ハロプロ系に関しては渡辺と同じ方向へ走りつつある。
出演当初の推しはモーニング娘。の亀井絵里であったが、のちにBerryz工房（とくに嗣永桃子・熊井友理奈・清水佐紀）、真野恵里菜、℃-ute（とくに中島早貴・鈴木愛理・萩原舞）、Buono!、メロン記念日、佐保明梨、北原沙弥香、宮本佳林、スマイレージの前田憂佳、ガーディアンズ4、Juice=Juice、こぶしファクトリーの浜浦彩乃推しと、特定の範囲で推しメンが拡大。また、舞台の「劇団ゲキハロ」の公演に第1回から参戦しており、渡辺アナから「ゲキハロウォッチャー」とも呼ばれている。
2007年12月24日放送において、1年間で自分の年齢と同じ数だけコンサートなどに参戦する「エイジシュート」を達成したと発表（当時44歳）。
渡辺アナの影響でおはスタでも放送されることがある『ペンギンの問題』の主人公「木下ベッカム」の持ちギャグである「ごペンなさい」をメールなどでよく使っている。
若生ナオミ
2004年11月23日初登場。2005年10月10日から継続して出演。ハロプロファンではないものの、番組レギュラーと化している。
同局で医療番組の制作担当を経て営業担当に移ったが、ミュージシャンをスタジオに招いて話を聞く祝日特別番組「ぶるべ店歌好 平成安愚楽鍋」（ぶるべやうたごのみ へいせいあぐらなべ）では、案内役（パーソナリティ）を担当。
当初は「たんぱのミキティ」と呼ばれていた。ため息や驚きなどの声にならないリアクションが、他出演者を冷ややかな目で見ていることが散見される、いわば番組唯一の（天然系）常識人。だが、収録中にお酒が廻るとハイになってしまう一面もある。2007年9月24日放送では歌声を披露した。
2009年1月1日放送時に結婚を発表したことや、同年12月15日更新の「ぶるべ店」のブログで妊娠を発表したのを期に、スタジオ出演はなくなっている。
る～さ～
正体は前カブドットコム証券の理事で、現在はマネックス証券執行役員の臼田琢美で、Twitterなどのハンドルネームをそのまま使用。2013年3月20日の放送分に本名で初参加。その後一時期「ゲスト」「しゃべって研修生」「スポンサー筋」などと渡辺アナに揶揄されながらも現在に至り、収録参加者が少なくなっている中、貴重なレギュラーメンバーとなっている。

### おもなゲスト
ゲストがみなハロー!プロジェクトに関係するとは限らないが、過去には松浦亜弥（あやや）ファンを公言している古川康佐賀県知事や、元太陽とシスコムーンの小湊美和が登場した。
- 榎本麻子（2003年10月13日・2006年5月3日） - 元ラジオたんぱアナウンサー。
- Yさん（2004年1月2日初登場） - フリー編集者。ファンクラブのあややと行くハワイツアーに参加するために会社（エンターブレイン社の競馬専門誌『サラブレ』）を退職したと初登場時に語った。2009年9月21日と2012年11月23日は競馬ライター・出川塁として出演。
- 大谷清美（2004年3月20日初登場） - 群馬テレビ所属。初登場時はアナウンサーで、局のホームページであややヲタであることを書き綴っていた。昇進してからは出演がない。
- 竹川英紀（2004年5月3日） - ラジオNIKKEIアナウンサー。
- 須藤ゆみ（2004年9月20日）
- 千ヶ崎公子（2004年11月3日） - 当時ラジオNIKKEIアナウンサー。
- 古川康（2005年1月10日・2005年2月11日電話出演）
- 影山のぞみ（2005年3月21日・2005年7月18日録音インタビュー、2006年1月1日スタジオ出演）
- 南央美（2005年3月21日） - CDの宣伝で登場。
- 小湊美和（2005年9月19日）
- 古谷剛彦（2007年2月12日初登場）
- 山中寛（2007年2月12日初登場） - 耳目社所属、南関東公営競馬の場内実況アナウンサー。
- 高瀬有紀子（2007年11月23日・2008年1月1日電話出演）
- 白川次郎（2007年12月24日）
- 舩山陽司夫妻（2008年1月1日）
- 浜田節子（2009年11月3日） - 元ラジオたんぱ報道制作部アナウンサー。子供が久住小春のファンであることを明らかにした。
- 吉田尚記（2010年9月20日） - ニッポン放送アナウンサー。アイドル全般について熱く語った。
- 向谷実（2010年11月30日・2011年1月10日）
- 中嶋ユキノ（2010年11月30日）
- 木和田篤夫妻（2012年12月31日電話出演）

出演交渉の模様が放送されることがある。山本直也（2005年10月10日）と山本郁（2010年1月1日）には出演を拒否された。

## インターネット配信
番組にスタッフとしてかかわっているラジオNIKKEIのWebmasterがインターネット部門の専任担当者ということもあり、番組のネット配信にも番組初期から着手。番組公式ホームページでのストリーミング再生によるオンデマンド配信のほか、2005年3月21日放送分からは日本の放送局としては初めてポッドキャスティングによる番組配信も開始した。
2005年4月からはLivedoorねとらじのポッドキャスト・コンテンツとして配信されていたが、2006年1月16日に株式会社ライブドアへ証券取引法違反の疑いで強制捜査が入った件を受けて、同年1月24日より再度自社運営によるポッドキャスト配信へと変更されている。
NTTドコモの携帯電話「iモード」の公式サイト『ラジオNIKKEIモバイル』と、ウィルコムのPHS「W-ZERO3」公式サイト『ラジオNIKKEIストリーミング for W-ZERO3』からも、オンデマンド配信を聞くことができる。

## テーマ曲

### オープニング
- ドッキドキ!LOVEメール（松浦亜弥）[2]
- トロピカ〜ル恋して〜る（松浦亜弥）[2] - 2005年9月19日はアロハロバージョンが使用された。
- 大きな愛でもてなして（℃-ute） - 2011年1月1日（再放送1月2日）放送分のみ使用。

2004年1月2日放送から渡辺らが曲の歌詞に合わせて「はしゃーいじゃっーて よいのかなー」と合唱（もしくは絶叫）するようになる。2004年7月19日放送では最初に「マツケンサンバII」を流したが「調子が出ない！」ということでオープニングをやり直した。

### エンディング
- LOVE涙色（松浦亜弥）[2]
- 大きい瞳 （亀井絵里、道重さゆみ、田中れいな ）（モーニング娘。アルバム ⑩ MY MEより） - 2011年1月1日（再放送1月2日）放送分のみ使用。
- LOVE涙色（吉川友） - 2015年2月11日放送分のみ使用。

2007年2月12日放送のエンディングでは「笑顔に涙〜THANK YOU! DEAR MY FRIENDS〜」（松浦亜弥）がかかり、通常時のような出演者の熱唱（絶叫）はなかった。

## これまでの放送履歴
第1回のみタイトルが異なるが、この日を基点として放送回数を数えることとする。なお、ラジオで未放送の回は回数には含めないこととした。

### 2002年
| 回数  | 放送日        | 放送時間    | 番組名                             |
| ----- | ------------- | ----------- | ---------------------------------- |
| 第1回 | 2002年9月23日 | 14:30-15:30 | 渡辺和昭の歌ってしゃべって60分     |
| 第2回 | 2002年11月4日 | 13:00-14:00 | 渡辺和昭のしゃべってしゃべって60分 |

出演：渡辺和昭/中野雷太 ほか。
第1回は『渡辺和昭の歌ってしゃべって60分』として放送した。“歌ってしゃべって”とあるのは、現在の番組のオープニングやエンディングのようにハロプロの曲を流しながらコンサート会場のごとく絶叫やコールを繰り返すという内容が中心だったためで、後日寄せられた苦情をもとに、現在のトーク中心のスタイルに落ち着いたとされている。

### 2003年
| 回数       | 放送日         | 放送時間              | 番組名                               | 延長戦 |
| ---------- | -------------- | --------------------- | ------------------------------------ | ------ |
| 第3回      | 2003年1月3日   | 8:45-9:45             | 渡辺和昭のしゃべってしゃべって2003年 |        |
| 第3回      | 2003年1月4日   | 15:15-16:15（再放送） | 渡辺和昭のしゃべってしゃべって2003年 |        |
| 第4回      | 2003年3月21日  | 9:15-10:15            | 渡辺和昭のしゃべってしゃべって60分   |        |
| 第5回      | 2003年4月29日  | 16:00-17:00           | 渡辺和昭のしゃべってしゃべって60分   |        |
| 第6回      | 2003年5月5日   | 9:00-10:00            | 渡辺和昭のしゃべってしゃべって60分   |        |
| ネットのみ | 2003年8月28日  | -                     | 9/15まで待てない！予告編             |        |
| 第7回      | 2003年9月15日  | 9:00-10:15            | 渡辺和昭のしゃべってしゃべって75分   | あり   |
| 第8回      | 2003年10月13日 | 11:00-12:15           | 渡辺和昭のしゃべってしゃべって75分   |        |
| 第9回      | 2003年11月24日 | 11:00-12:15           | 渡辺和昭のしゃべってしゃべって75分   |        |

- 「9/15まで待てない！予告編」の回からオンデマンド配信が始まる。
- 第9回 - 中野が北海道滝川市にあるミキティ（藤本美貴）の実家の焼肉店を突撃レポートした。

### 2004年
| 回数   | 放送日         | 放送時間              | 番組名                             | 延長戦 |
| ------ | -------------- | --------------------- | ---------------------------------- | ------ |
| 第10回 | 2004年1月2日   | 16:30-17:50           | あけまして しゃべってx2 2004年     |        |
| 第11回 | 2004年2月11日  | 11:00-12:15           | 渡辺和昭のしゃべってしゃべって75分 |        |
| 第12回 | 2004年3月20日  | 17:00-18:00           | 渡辺和昭のしゃべってしゃべって60分 | あり   |
| 第13回 | 2004年5月3日   | 15:05-16:25（生放送） | 渡辺和昭のしゃべってしゃべって80分 | あり   |
| 第14回 | 2004年7月19日  | 17:05-18:25           | 渡辺和昭のしゃべってしゃべって80分 |        |
| 第15回 | 2004年9月20日  | 8:30-9:55             | 渡辺和昭のしゃべってしゃべって85分 |        |
| 第16回 | 2004年11月3日  | 10:00-11:25           | 渡辺和昭のしゃべってしゃべって85分 |        |
| 第17回 | 2004年11月23日 | 10:35-12:00           | 渡辺和昭のしゃべってしゃべって85分 |        |
| 第18回 | 2004年12月31日 | 14:30-16:00           | 渡辺和昭のしゃべってしゃべって90分 |        |

- 第10回 - Yさんが初登場。
- 第12回 - 第2放送のみで放送。群馬テレビアナウンサー（当時）大谷清美が初登場。webmasterが群馬テレビに電話をかけて出演交渉した模様もノーカットで放送される。
- 第13回 - 初めての生放送。スタジオの様子がチャットを通じたライブカメラで公開される。
- 第15回 - 中野とKさんが札幌にある紺野あさ美の父親が経営するカクテルバーに同局の木和田篤アナを無理矢理連れて行く。
- 第17回 - 若生ナオミが初登場。

### 2005年
| 回数       | 放送日         | 放送時間                          | 番組名                                                 | 延長戦 |
| ---------- | -------------- | --------------------------------- | ------------------------------------------------------ | ------ |
| 第19回     | 2005年1月10日  | 16:45-18:20                       | 渡辺和昭のしゃべってしゃべって95分                     |        |
|            | 2005年1月10日  | 18:20-18:30                       | しゃべって延長戦（別名・中野雷太のミキティ大好き10分） |        |
| 第20回     | 2005年2月11日  | 9:20-10:30                        | 中野雷太の裏しゃべって70分                             |        |
| 第21回     | 2005年2月11日  | 13:20-14:30（生放送）             | 渡辺和昭のしゃべってしゃべって70分                     |        |
| 第22回     | 2005年3月21日  | 11:35-12:55 17:05-18:25（再放送） | 渡辺和昭のしゃべってしゃべって80分                     |        |
|            | 2005年3月21日  | 18:25-18:30                       | 中野雷太のミキティ大好き5分                            |        |
| 第23回     | 2005年5月4日   | 11:30-13:00                       | 渡辺和昭のしゃべってしゃべって90分                     |        |
| 第24回     | 2005年5月4日   | 13:00-14:00                       | 中野雷太のミキティ大好き60分                           |        |
| 第25回     | 2005年7月18日  | 15:30-17:00                       | 渡辺和昭のしゃべってしゃべって90分                     | あり   |
| 第26回     | 2005年9月19日  | 11:00-12:30 16:45-18:15（再放送） | 渡辺和昭のしゃべってしゃべって90分                     | あり   |
| 第27回     | 2005年10月10日 | 16:30-18:00                       | 渡辺和昭のしゃべってしゃべって90分                     | あり   |
| 第28回     | 2005年11月3日  | 8:00-9:25 13:00-14:25（再放送）   | 渡辺和昭のしゃべってしゃべって85分                     | あり   |
| ネットのみ | 2005年11月23日 |                                   | WEB限定版 渡辺和昭のしゃべってしゃべって番外編！       |        |

- 第19回 - 古川康佐賀県知事が電話で初登場。10分の予定が30分あまりも話し込む。
- 第21回 - 当日佐賀競馬場で行われた「佐賀記念」の直前展望を行った。
- 第22回 - この回より日本のラジオ局としては初めてのポッドキャスティングに対応。オープニングの前に大谷清美と渡辺が写真週刊誌で報じられた「あややの通い愛」を語る。中野がフットサル観戦でミキティ（藤本美貴）を至近距離で見て卒倒。
- 第23回 - この日は続けて放送された「ミキティ大好き60分」と合わせると2時間30分の放送。番組は同日に休憩時間をはさみ、分けて収録された。小塚が初登場。リスナーから差し入れられたカニを出演者全員で食べながらの収録だった。
- 第24回 - 「しゃべって…」を収録していたスタジオが冷房装置の故障のため、急遽別のスタジオで収録した。
- 第25回 - この回よりレギュラーとなった小塚にオープニングで絶唱させようとしたがうまく行かず、他の出演者全員からダメ出しを食らう。中野が藤本美貴のほかに高橋愛のファンでもあることを告白。
- 第26回 - 前半は元「太陽とシスコムーン」小湊美和がゲスト。オープニングで渡辺は小湊を前にして照れながら歌っていた。
- 第27回 - Mさん初登場、若生はこの回より継続して出演。中野から「しゃべってフットサルチーム」設立の報告があった。「メロン記念日」の長野県・菅平高原のツアーに参加した人の投稿を紹介した。
- 第28回 - 渡辺アナとKさんの北海道旅行レポを語る。途中、隣のスタジオで行われていた「経済キャスター養成講座」の女子受講生を出演させた（延長戦にも出演）。中野アナの暴走に対して、若生さんが「へ…変な人…」発言。現在ポッドキャストでオンデマンド配信されている分では、何らかの事情により本放送のかなりの部分がカットされている。（ちなみにラジオNIKEEIのオンデマンドではフルに配信されている）

### 2006年
| 回数       | 放送日         | 放送時間                                    | 番組名                                                   | 延長戦 |
| ---------- | -------------- | ------------------------------------------- | -------------------------------------------------------- | ------ |
| 第29回     | 2006年1月1日   | 11:00-13:00                                 | お正月だよ! 渡辺和昭のしゃべってしゃべって120分          | あり   |
| 第29回     | 2006年1月2日   | 13:00-15:00（再放送）                       | お正月だよ! 渡辺和昭のしゃべってしゃべって120分          | あり   |
| ネットのみ | 2006年2月10日  |                                             | 緊急特番！しゃべってしゃべってディナーショースペシャル！ |        |
| 第30回     | 2006年3月21日  | 11:00-12:30                                 | 渡辺和昭のしゃべってしゃべって90分                       |        |
| 第31回     | 2006年5月3日   | 14:00-16:00                                 | 渡辺和昭のしゃべってしゃべって120分                      |        |
| 第31回     | 2006年5月4日   | 10:00-12:00（再放送）                       | 渡辺和昭のしゃべってしゃべって120分                      |        |
| 第32回     | 2006年7月17日  | 8:30-9:45 16:00-17:15（再放送）             | 渡辺和昭のしゃべってしゃべって75分                       | あり   |
| 第33回     | 2006年9月18日  | 11:00-12:30 16:30-18:00（再放送）           | 渡辺和昭のしゃべってしゃべって90分                       |        |
| ネットのみ | 2006年9月18日  |                                             | 渡辺和昭のしゃべってしゃべって90分第2部                  |        |
| 第34回     | 2006年10月9日  | 9:20-10:20                                  | 渡辺和昭のしゃべってしゃべって60分                       |        |
| 第35回     | 2006年11月3日  | 10:00-11:30（生放送） 16:30-18:00（再放送） | 渡辺和昭のしゃべってしゃべって90分                       | あり   |
| 第36回     | 2006年11月23日 | 9:30-10:30                                  | 渡辺和昭のしゃべってしゃべって60分                       |        |
| 第37回     | 2006年11月23日 | 15:00-16:00                                 | 渡辺和昭のしゃべってしゃべってもう1本！                  |        |

- 第29回 - しゃべって2005年十大ニュース、しゃべって年度代表馬などのコーナーがあった。中野、小塚の単独コーナー「中野DOKYU!」「小塚DOKYU!」が放送された。
- 「緊急特番！しゃべってしゃべってディナーショースペシャル！」では、2006年2月6日に東京で行われた「藤本美貴カジュアルディナーショー」に参加した中野とKさんの様子を送る。過去最大のダウンロード・オンデマンド聴取数を記録したとの発表が第30回放送であった。
- 第30回 - ラジオNIKKEI経理担当のTさん（紺野あさ美推し）初登場。録音機材の故障のため、オンデマンド（ポッドキャスト）ではトークが一部カットされている。
- 第31回 - 2006年4月から月-金曜の第2放送が再開され、両日とも第1・第2放送で同時オンエア。前半25分ほどは「特別番組 紺野小川卒業」と題し、放送数日前に発表されたモーニング娘。メンバーの紺野あさ美、小川麻琴 両名の卒業について、紺野推しのTさん、小川推しのYさんに話を聴いた。
- 第32回 - 冒頭では伝説の「渡辺アナ、福島大返し」を語った他、「同じ親会社どうし」「社内にヲタが一人もいないので、社名は絶対に伏せてください」という会社の事業部主任から差し入れが届く。京都とカナダからの初投稿があり、その濃い内容に一同爆笑。
- 第33回 - ゲストも含めて最大8人で収録を行った。「リボンの騎士 ザ・ミュージカル」にMさんと一緒に参戦した中野が暴走し、一同爆笑。この日は読みきれなかった投稿を消化すべく、夕方の再放送枠を使って“第2部”を放送するために収録を行い、番組の終わりでも「第2部は4時半から」と告知していたが、結果として当初予定通りの再放送となり、“第2部”はネット限定配信となった。
- 第34回 - ハロプロコンサート会場で渡辺、Mさん、Kさんを目撃したとの投稿があった。
- 第35回 - 2005年2月以来の生放送を実施。Yさんが自身が出演するハロプロコピーバンドのライブを告知。「当局スポンサー筋」「馬のマークでお馴染み」の団体より、Sさんがスタジオに初登場。
- 第36回 - 京都の常連投稿者が電話出演。中野、1年来の念願であった高橋愛の出身地・福井県坂江市春江の地に降り立つ。小塚が柚木ティナ握手会の画像添付投稿に激しく反応。
- 第37回 - 延長戦をやっても1時間は要するだろうという判断により、当初再放送を予定していた時間帯も、午前中とは別内容で放送。

### 2007年
| 回数       | 放送日         | 放送時間                                    | 番組名                                                  | 延長戦 |
| ---------- | -------------- | ------------------------------------------- | ------------------------------------------------------- | ------ |
| 第38回     | 2007年1月1日   | 13:00-15:00                                 | お正月だよ！しゃべってしゃべって120分                   | あり   |
| 第38回     | 2007年1月3日   | 11:00-13:00（再放送）                       | お正月だよ！しゃべってしゃべって120分                   | あり   |
| 第39回     | 2007年2月12日  | 11:00-12:30 15:30-17:00（再放送）           | しゃべってしゃべって中野雷太スペシャル                  | あり   |
| 第40回     | 2007年3月21日  | 9:30-11:00 14:00-15:30（再放送）            | 渡辺和昭のしゃべってしゃべって90分                      | あり   |
| 第41回     | 2007年4月30日  | 8:30-10:00 14:30-16:00（再放送）            | 渡辺和昭のしゃべってしゃべって90分                      | あり   |
| 第41回     | 2007年5月3日   | 11:00-12:30（再放送） 17:00-18:30（再放送） | 渡辺和昭のしゃべってしゃべって90分                      | あり   |
| 第41回     | 2007年5月4日   | 11:00-12:30（再放送）                       | 渡辺和昭のしゃべってしゃべって90分                      | あり   |
| ネットのみ | 2007年7月19日  |                                             | 渡辺和昭のしゃべってしゃべって夏休みWEBスペシャル！     |        |
| ネットのみ | 2007年7月22日  |                                             | しゃべってしゃべって夏休みWEBスペシャル！おまけ・開封式 |        |
| ネットのみ | 2007年8月15日  |                                             | しゃべってしゃべって開封式〜！                          |        |
| 第42回     | 2007年9月24日  | 11:30-13:30（生放送）                       | 渡辺和昭のしゃべってしゃべって5周年スペシャル           |        |
| 第43回     | 2007年11月23日 | 17:00-18:00                                 | 渡辺和昭のしゃべってしゃべって60分                      |        |
| 第44回     | 2007年12月24日 | 14:30-16:00                                 | クリスマスだよ！しゃべってしゃべって90分                |        |
| 第44回     | 2007年12月30日 | 14:00-15:30（再放送）                       | クリスマスだよ！しゃべってしゃべって90分                |        |

- 第38回 - しゃべって2006年重大ニュース、しゃべって年度代表馬などのコーナーがあった。紺野あさ美の大学合格公式発表を受け、京都の常連投稿者がふたたび電話出演。
- 第39回 - 2月に大阪支社に転勤する中野の卒業記念企画。中野の名珍場面集も放送された。
- 第40回 - 出張で大阪に行ったKさんがラジオNIKKEIの大阪支社を訪ねて、中野と収録した「関西みきあいラジオ社」が前半に放送された。「関西みきあいラジオ社」のタイトルは2007年のエイプリルフール企画にも使用された。延長戦では編成部の新入社員が登場。
- 7月から8月にかけては、コンサートやイベント会場で買い求めたグッズの開封式が2回にわたって公開された。
- 第42回 - 初の公開生放送を実施。45名（うち女性3名）の聴衆がラジオNIKKEI本社0スタジオに集合。スタジオの模様は動画付きでライブ配信された。放送終了後にはプレゼント抽選会と握手会が行われた。
- 第44回 - 2007年しゃべって重大ニュース発表。1位は「中野アナ結婚！」だった。

### 2008年
| 回数   | 放送日         | 放送時間                          | 番組名                               | 延長戦 |
| ------ | -------------- | --------------------------------- | ------------------------------------ | ------ |
| 第45回 | 2008年1月1日   | 11:00-12:30 15:30-17:00（再放送） | お正月だよ！しゃべってしゃべって90分 |        |
| 第45回 | 2008年1月3日   | 13:30-15:00（再放送）             | お正月だよ！しゃべってしゃべって90分 |        |
| 第46回 | 2008年2月11日  | （放送中止）                      | 渡辺和昭のしゃべってしゃべって90分   | あり   |
| 第47回 | 2008年3月20日  | 9:30-11:00                        | 渡辺和昭のしゃべってしゃべって90分   | あり   |
| 第48回 | 2008年5月5日   | 9:30-10:30 14:00-15:00（再放送）  | 渡辺和昭のしゃべってしゃべって60分   | あり   |
| 第49回 | 2008年10月13日 | 11:30-13:00                       | 渡辺和昭のしゃべってしゃべって90分   | あり   |

- 第45回 - オンデマンドとポッドキャストでのタイトルは、女子高生リスナーからの要望に応えて「高校数学I」になった。冒頭で情報制作局の女性ディレクターを出演させた。2007年しゃべって年度代表馬発表。
- 第46回 - 当初は9:30-11:00に本放送、15:00-16:30に再放送の予定だったが、降雪により前日から順延された中央競馬の実況中継が行われたため中止となった。オンデマンドとポッドキャストは公開されたものの、この回はポッドキャスト用の録音に失敗したため、ラジオで放送する予定だった音源から再編集され、一部分がカットされている。ポッドキャストのタイトルは本編が「現代社会」、延長戦が「現代社会補講」。
- 第47回 - スタジオにゲストが多数登場。Perfume好きだというラジオNIKKEIの記者にも出演交渉したが「まだ人間そこまで吹っ切れてないので」と拒否される。延長戦に常連投稿者が登場。
- 5月下旬から番組公式ブログの更新頻度が月1回程度に減少。次回祝日の7月21日は番組史上初めて、祝日を前にして放送の有無を含めた一切の告知が行われなかった。さらに9月17日には、渡辺が番組公式ブログにて「いまのところ放送予定はありません。（中略）以前から、いつ無くなっても驚かないように！と言っていましたでしょう。」と発表した[5]。しかし10月2日に次回放送が10月13日に行われることが告知された。
- 第49回 - 世界同時株安の発生を受けて『緊急スペシャル「激動マーケットを乗り切れ！個人投資家応援スペシャル」』が急遽放送されることになり、当初の放送予定を1時間ずらしてオンエアされた。モー娘。ファンだという福島在住の教授からの投稿を紹介。

### 2009年
| 回数   | 放送日        | 放送時間              | 番組名                                                            | 延長戦 |
| ------ | ------------- | --------------------- | ----------------------------------------------------------------- | ------ |
| 第50回 | 2009年1月1日  | 6:00-7:30             | 渡辺和昭のしゃべってしゃべって90分 あけましておめでとうスペシャル | あり   |
| 第50回 | 2009年1月2日  | 6:00-7:30（再放送）   | 渡辺和昭のしゃべってしゃべって90分 あけましておめでとうスペシャル | あり   |
| 第50回 | 2009年1月3日  | 16:00-17:30（再放送） | 渡辺和昭のしゃべってしゃべって90分 あけましておめでとうスペシャル | あり   |
| 第51回 | 2009年3月20日 | 8:45-10:00            | 渡辺和昭のしゃべってしゃべって75分                                | あり   |
| 第52回 | 2009年9月21日 | 13:00-15:00           | 渡辺和昭のしゃべってしゃべって120分                               | あり   |
| 第52回 | 2009年9月23日 | 11:00-13:00（再放送） | 渡辺和昭のしゃべってしゃべって120分                               | あり   |
| 第53回 | 2009年11月3日 | 9:00-11:00            | 渡辺和昭のしゃべってしゃべって120分                               | あり   |

- 第50回 - 2009年のラジオNIKKEIの最初の番組となった。男性だけでは華がないということで、元アルバイトの女性を参加させたりした。
- 第51回 - 延長戦はゴールデンウィークの放送がない代わりに4月30日に収録され、5月5日に公開。さらに「延長戦の延長戦!」と「延長戦の延長戦の延長戦!!」も公開された。
- 第52回 - 収録当日に池袋サンシャイン劇場で行われたBerryz工房主演の舞台「劇団ゲキハロ第7回公演『サンク ユー ベリー ベリー』」に参戦し終わったばかりのMさんにスタジオから電話をかけた。

### 2010年
| 回数          | 放送日                | 放送時間                          | 番組名                                                                     | 延長戦 |
| ------------- | --------------------- | --------------------------------- | -------------------------------------------------------------------------- | ------ |
| 第54回        | 2010年1月1日          | 11:00-13:00 15:00-17:00（再放送） | 渡辺和昭のしゃべってしゃべってあけましておめでとうスペシャル               |        |
| 第54回        | 2010年1月2日          | 14:30-16:30（再放送）             | 渡辺和昭のしゃべってしゃべってあけましておめでとうスペシャル               |        |
|               | 2010年4月29日         | 19:30-19:55                       | 小塚アナの時間 しゃべってANNEX 関西さゆこはラジオ社（第1回）               |        |
| 2010年5月5日  | 19:30-19:55（再放送） |                                   | 小塚アナの時間 しゃべってANNEX 関西さゆこはラジオ社（第1回）               |        |
| 第55回        | 2010年5月4日          | 11:30-13:30                       | 渡辺和昭のしゃべってしゃべって120分                                        | あり   |
| ネットのみ    | 2010年7月26日         |                                   | しゃべってANNEX 関西さゆこはラジオ社（第2回）                              |        |
|               | 2010年9月20日         | 10:30-11:00                       | しゃべってANNEX 関西さゆこはラジオ社（第3回）                              |        |
| 2010年9月23日 | 9:00-9:30（再放送）   |                                   | しゃべってANNEX 関西さゆこはラジオ社（第3回）                              |        |
| 第56回        | 2010年9月20日         | 11:00-12:30                       | 渡辺和昭のしゃべってしゃべって90分                                         | あり   |
| 第56回        | 2010年9月23日         | 9:30-11:00（再放送）              | 渡辺和昭のしゃべってしゃべって90分                                         | あり   |
| 第57回        | 2010年11月30日        | 22:30-25:00                       | 渡辺和昭のしゃべってしゃべって150分〜radioがradiko!?これは黙っていられない | あり   |

- 第54回 - 紺野あさ美のテレビ東京入社が内々定したとの一部報道が、渡辺とラジオNIKKEI社長の間で大きな話題になったという。番組の最後には大学生の常連投稿者が出演し、留年したことを報告。
- 小塚とKさんによる「関西さゆこはラジオ社」第1回はオンデマンドなし。第2回の前半は娘。メンバー出演の舞台『BS-TBS開局10周年企画「ファッショナブル」』の内容を小塚の解説付きで紹介し、終盤では渡辺から番組宛てに届いたメールを紹介。第3回では渡辺がゲスト出演。投稿が多かったため、オンデマンド限定で約50分に編集したものを配信した。
- 第57回 - 番組初となる祝日以外で、なおかつ深夜の時間帯での放送。23:30〜24:50の80分はゲストパートに充てられた。

### 2011年
| 回数   | 放送日         | 放送時間              | 番組名                                                                              | 延長戦 |
| ------ | -------------- | --------------------- | ----------------------------------------------------------------------------------- | ------ |
| 第58回 | 2011年1月1日   | 11:00-13:00           | 渡辺和昭のしゃべってしゃべって120分                                                 | なし   |
| 第58回 | 2011年1月2日   | 15:00-17:00（再放送） | 渡辺和昭のしゃべってしゃべって120分                                                 | なし   |
| 第59回 | 2011年1月10日  | 18:30-19:30（生放送） | McDonald's BigAmerica2 Presents 渡辺和昭のしゃべってしゃべって60分 生放送スペシャル | あり   |
| 第60回 | 2011年2月11日  | 15:30-16:30           | 渡辺和昭のしゃべってしゃべって60分                                                  | あり   |
| 第61回 | 2011年4月29日  | 11:00-13:00           | 渡辺和昭のしゃべってしゃべって120分                                                 | あり   |
| 第62回 | 2011年11月3日  | 10:30-12:00           | 渡辺和昭のしゃべってしゃべって90分                                                  | なし   |
| 第63回 | 2011年11月19日 | 23:00-24:00           | 渡辺和昭のしゃべってしゃべって60分                                                  | なし   |
| 第63回 | 2011年11月23日 | 08:00-09:00（再放送） | 渡辺和昭のしゃべってしゃべって60分                                                  | なし   |
| 第64回 | 2011年11月23日 | 14:00-15:00           | 渡辺和昭のしゃべってしゃべって60分                                                  | あり   |

- 第58回 - 投稿の傾向としては、前年12月15日に横浜アリーナで行われた「モーニング娘。コンサートツアー2010秋 〜ライバル サバイバル〜」の亀井絵里・ジュンジュン・リンリンの卒業公演」のレポートなどがあり、渡辺絡みで前年に終了した『中央競馬ワイド中継』に関する投稿もあった。
- 第59回 - スタジオ進行は渡辺とMさん。東京・新宿のマクドナルドの店舗から上野優花が生中継でレポートを入れた。投稿採用者には1000円分のマックカードが贈られた[6]。オンデマンド・ポッドキャストでの配信はなく短波ラジオとradikoのみの放送となったが、放送翌日に延長戦が配信された。

### 2012年
| 回数   | 放送日         | 放送時間              | 番組名                                                        | 延長戦 |
| ------ | -------------- | --------------------- | ------------------------------------------------------------- | ------ |
| 第65回 | 2012年1月1日   | 15:00-17:00           | 渡辺和昭のしゃべってしゃべって120分                           | あり   |
| 第65回 | 2012年1月2日   | 11:00-13:00（再放送） | 渡辺和昭のしゃべってしゃべって120分                           | あり   |
| 第66回 | 2012年4月2日   | 18:00-19:00（生放送） | 渡辺和昭のしゃべってしゃべって60分・radiko全国配信記念SP      | なし   |
| 第67回 | 2012年4月2日   | 23:00-24:00           | 渡辺和昭のしゃべってしゃべって60分・radiko全国配信記念SP第2部 | なし   |
| 第68回 | 2012年4月30日  | 15:30-16:45           | 渡辺和昭のしゃべってしゃべって75分                            | あり   |
| 第69回 | 2012年11月23日 | 14:00-16:00           | 渡辺和昭のしゃべってしゃべって120分                           | あり   |
| 第70回 | 2012年12月31日 | 23:55-26:00（生放送） | 渡辺和昭のゆく年くる年 しゃべってしゃべって65分               | なし   |

- 第67回 - 当初は第66回の再放送が予定されていたが、おたよりが消化できなくなったため急きょ別内容を収録して放送した。
- 第68回 - 途中5分程度ショッピング番組で中断があった。また「かななん」と称する女性ヲタが初登場した。
- 第69回 - 祝日の中央競馬開催のため、2011年の同時期に続き約7ヶ月の間隔が開く。また、久々に著書の紹介でYさんもゲストで登場した。
- 第70回 - ラジオNIKKEIでは12年振りであり、番組初の年越し生放送が行われ、25:00までの予定が1時間延長され26:00まで放送された。radikoでは25:00以降番組表では『放送休止中』とあったがそのまま放送が続けられた。オンデマンド配信なし。

### 2013年
| 回数   | 放送日         | 放送時間              | 番組名                                                  | 延長戦 |
| ------ | -------------- | --------------------- | ------------------------------------------------------- | ------ |
| 第71回 | 2013年1月1日   | 14:00-16:00           | 渡辺和昭のあけまして しゃべってしゃべって120分          | なし   |
| 第71回 | 2013年1月3日   | 14:00-16:00（再放送） | 渡辺和昭のあけまして しゃべってしゃべって120分          | なし   |
| 第72回 | 2013年3月20日  | 14:30-16:30           | 渡辺和昭のしゃべってしゃべって120分                     | なし   |
| 第73回 | 2013年5月3日   | 12:00-14:00           | 渡辺和昭のしゃべってしゃべって120分                     | あり   |
| 第74回 | 2013年9月23日  | 13:00-15:00           | 渡辺和昭のしゃべってしゃべって120分                     | あり   |
| 第75回 | 2013年11月4日  | 15:00-16:15           | 渡辺和昭のしゃべってしゃべって75分                      | あり   |
| 第76回 | 2013年12月31日 | 23:00-25:00           | 渡辺和昭のしゃべってしゃべって120分・年またぎスペシャル | なし   |

- 第72回 - この回では、小塚アナは本社勤務復帰前のために欠席となったが、ゲストにタワーレコードの嶺脇育夫代表取締役社長と、カブドットコム証券の臼田琢美理事(のちにしゃべって研修生「る～さ～!」として登場)を迎えてトークが繰り広げられた。
- 第74回 - これまで番組にレギュラー出演していたKさんは、現時点でこの回が最後の出演となっている。
- 第76回 - 延長戦はなかったが、ポッドキャストの最後に告知が収録されている。なお、小塚アナの出演は現時点でこの回が最後となっている。

### 2014年
| 回数   | 放送日        | 放送時間    | 番組名                              | 延長戦 |
| ------ | ------------- | ----------- | ----------------------------------- | ------ |
| 第77回 | 2014年2月11日 | 14:30-16:30 | 渡辺和昭のしゃべってしゃべって120分 | なし   |
| 第78回 | 2014年4月29日 | 09:00-11:00 | 渡辺和昭のしゃべってしゃべって120分 | なし   |
| 第79回 | 2014年9月23日 | 11:00-12:30 | 渡辺和昭のしゃべってしゃべって120分 | あり   |

- 第79回 - ゲストにGatas Brilhantes H.P.の是永美記、元XANADU loves NHCの安田美香、ぱいぱいでか美を迎えてトークが繰り広げられた。

### 2015年
| 回数   | 放送日        | 放送時間    | 番組名                                                 | 延長戦 |
| ------ | ------------- | ----------- | ------------------------------------------------------ | ------ |
| 第80回 | 2015年1月2日  | 16:00-18:00 | 渡辺和昭のしゃべってしゃべって120分 あけおめスペシャル | あり   |
| 第81回 | 2015年2月11日 | 15:00-17:00 | 渡辺和昭のしゃべってしゃべって120分                    | なし   |
| 第82回 | 2015年5月4日  | 10:00-12:00 | 渡辺和昭のしゃべってしゃべって120分                    | なし   |
| 第83回 | 2015年9月22日 | 15:00-16:45 | 渡辺和昭のしゃべってしゃべって105分                    | なし   |

- 第80回 - オンデマンド・ポッドキャストは録音失敗により途中からの収録となっている。
- 第81回 - ゲストにタワーレコードの嶺脇育夫代表取締役社長が再び登場した。
- 第82回 - ゲストに2回目の出演となる是永美記と、番組史上初の未成年出演者となる、石塚つきみを迎えての収録となった。

### 2016年
| 回数   | 放送日        | 放送時間    | 番組名                                                 | 延長戦 |
| ------ | ------------- | ----------- | ------------------------------------------------------ | ------ |
| 第84回 | 2016年1月1日  | 15:00-17:00 | 渡辺和昭のしゃべってしゃべって120分 あけおめスペシャル | なし   |
| 第85回 | 2016年5月5日  | 17:30-19:00 | 渡辺和昭のしゃべってしゃべって90分                     | なし   |
| 第86回 | 2016年9月19日 | 13:00-15:00 | 渡辺和昭のしゃべってしゃべって120分                    | なし   |

- 第84回 - るーさーさんは新たに執行役員となったマネックス証券に移籍後初の収録で、TOKYO FM HALLで行われたカントリー・ガールズの稲場愛香のバースデーイベントに参戦したため、収録途中からの参加に。ゲストにフリーアナウンサーとなったばかりの元ニッポン放送の五戸美樹さんを迎えての収録となった。

### 2017年
| 回数   | 放送日       | 放送時間    | 番組名                              | 延長戦 |
| ------ | ------------ | ----------- | ----------------------------------- | ------ |
| 第87回 | 2017年1月1日 | 15:00-17:00 | 渡辺和昭のしゃべってしゃべって120分 | なし   |
| 第88回 | 2017年5月5日 | 15:30-17:30 | 渡辺和昭のしゃべってしゃべって120分 | なし   |

### 2018年
| 回数   | 放送日       | 放送時間    | 番組名                              | 延長戦 |
| ------ | ------------ | ----------- | ----------------------------------- | ------ |
| 第89回 | 2018年1月3日 | 12:30-14:30 | 渡辺和昭のしゃべってしゃべって120分 | なし   |